# 蜘蛛人2
《蜘蛛人2》（英語：Spider-Man 2）是一部於2004年上映的美國超級英雄电影，由山姆·雷米執導，艾爾文·薩金特編劇，劇情圍繞著漫威漫畫旗下超級英雄蜘蛛人展開。本片為2002年電影《蜘蛛人》的續集，同時也是《蜘蛛人三部曲》的第二部作品。本片由陶比·麥奎爾、克莉絲汀·鄧斯特、詹姆斯·法蘭科、艾佛烈·蒙利納、罗斯玛丽·哈里斯、J·K·西蒙斯和唐娜·墨菲主演，故事設定於前作劇情的兩年後，彼得·帕克開始在自己的生活和蜘蛛人身份當中左右為難，而一名新敵人——喪失心智的瘋狂科學家八爪博士迫使彼得必須再次上陣，制止博士將會毀滅紐約市的計劃。
早在《蜘蛛人》上映並大為賣座之前，索尼在2002年4月便公布了《蜘蛛人2》的消息。經過三組編劇人馬的參與後，雷米與薩金特完成了劇本。2002年11月，劇組先在芝加哥進行高架地鐵戰鬥橋段的前置拍攝作業。2003年4月，該片在紐約市開拍，補拍作業一直到2003年12月還在進行。該片投入比前作更多的電腦特效和高科技，例如透過藍幕技術，將演員的演出結合預先拍好的車廂畫面，以及在戰鬥場面中使用生動的CG物件。
《蜘蛛人2》於2004年6月22日在美國加州洛杉磯西木區的曼恩村電影院首映，並隨後於同年6月30日在北美院線上映。該片上映後叫好又叫座，時至今日仍被譽為有史以來最佳的超級英雄電影之一。《蜘蛛人2》在第77屆奧斯卡金像獎頒獎典禮上入圍最佳音效剪輯獎、最佳混音獎和最佳視覺效果獎三個獎項。續集《蜘蛛人3》於2007年5月4日在北美上映。

## 劇情
諾曼·奧斯本去世兩年後，彼得·帕克持續化身「蜘蛛人」守護紐約市，卻也因此耽誤工作和學業，開始難以支撐生活開銷。他被迫疏離戀人瑪莉珍·華生、摯友哈利·奧斯本以及家人梅嬸以避免牽連他們，同時得知梅嬸已收到搬遷通知。面臨蠟燭兩頭燒之龐大精神壓力的彼得，近期發現自己開始喪失發射蛛絲與攀牆的能力，且好幾次都發生在出任務的關鍵時刻。
哈利繼承亡父衣缽而擔任奧氏企業科學部門主管，贊助核物理學家奧托·奧克塔維斯的核融合項目，而彼得的大學教授柯特·康納斯碰巧是奧托的朋友，讓彼得決定針對奧托的研究寫科學論文。在展示會當天，奧托將四條具有人工智能的機械手臂安裝在自己身上，藉以協助他應對核融合反應器中的高溫與磁力。反應器雖然順利完成核融合進程，卻因計算錯誤導致功率猛增，使核融合逐漸變得不穩定。急於求成的奧托拒絕關閉反應器，卻導致愛妻蘿絲不幸身亡，最後連他自己都被核融合能量波及，燒壞他用於保護大腦功能且操縱機械手臂的抑制晶片，彼得緊急換裝拔掉電源才避免釀成巨災。
事故中昏迷的奧托被送至醫院急救，當醫生準備切除所有機械手以做進一步治療時，四條機械手卻因抑制晶片損毀，產生自我意識之下殺光所有醫生。奧托醒後目睹手術室的混亂，逃出醫院後藏身至碼頭的一座廢棄船屋，夢想破滅加上失去愛妻的他開始被四條機械手所誘惑，決定靠擴大保護系統來重新進行實驗。由於急需資金，奧托闖入一間銀行搶走大量現金，而彼得和梅嬸剛好也在銀行申貸，迫使彼得及時著裝全力阻止他。但奧托一度挾持梅嬸做人質並攀爬至大樓上方，彼得經過一番激鬥才救出梅嬸。而奧托得到所需金錢後開始重新購買實驗材料，在船屋中重建一架規模更大的反應器。
投資賠本的哈利開始變得焦躁，不惜血本地尋找蜘蛛人問罪。而瑪莉珍也放棄等待彼得，答應與交往中的太空人約翰·詹姆森訂婚，他亦是《號角日報》總編兼彼得的上司J·喬納·詹姆森之子。連串的打擊使彼得徹底喪失能力，縱使他結束英雄生涯、扔掉蜘蛛裝而回歸正常生活，開始修補學業並試圖和瑪莉珍彌補關係。一名清潔工在垃圾桶裡找到蜘蛛裝後送到《號角日報》報社，使詹姆森立即刊登這條消息，造成紐約市犯罪率急劇上升。在班·帕克的逝世兩週年忌日當天，彼得對梅嬸坦白自己兩年前放走搶劫犯而導致班叔身亡的事情，雖然讓梅嬸一時無法接受，但她很快就諒解彼得的無心之過。
奧托完成新的反應器後找上哈利索取更多氚元素作為實驗的原材料，哈利開出活捉蜘蛛人帶來見他的條件，並透露為蜘蛛人拍照的彼得知情其下落。瑪莉珍婚前仍然捉摸不定，於是將彼得約在咖啡廳見面並希望能聽他告白，但奧托的現身抓走瑪莉珍做人質，命令彼得必須在當天之內找出蜘蛛人與他會面。急忙想救回瑪莉珍的彼得突然於一瞬間恢復失去的能力，迅速從詹姆森的辦公室中取回蜘蛛裝，到鐘塔上與奧托決一勝負。兩人的戰鬥轉移至紐約地鐵橋上，奧托破壞剎車使整輛地鐵失控地往天橋盡頭全速行駛。彼得用盡全力用蛛絲拉扯方式停止地鐵、救下所有乘客，力盡昏倒之下被乘客們聯手抬回車上，即使面具受損而使彼得暴露面孔，所有乘客都一致決定幫他隱瞞身份以答謝恩情。但奧托迅速抓獲無力還擊的彼得，將其帶回給哈利交差並得到所需的氚元素。
哈利剛準備手刃殺父仇人，取下面具後驚訝地發現他是摯友彼得，而彼得表示自己必須先去救瑪莉珍，連忙說服哈利先交代奧托的藏身處。彼得趕至船屋全力阻止重啟實驗的奧托、同時想辦法營救瑪莉珍，反應器因氚用量過多而逐漸膨脹至不可收拾的地步，導致全紐約危在旦夕。彼得擊敗奧托後向他拿下面具展示身份，說服他要放棄執念並為大眾著想。最終醒悟的奧托重新控制住機械手，與彼得道別後採取自我犧牲方式贖罪，拉斷反應器正下方的支柱，伴隨自己的失敗成果一同葬身河底。瑪莉珍發現彼得的身份，領略到他長久以來的苦衷，兩者在船屋沉沒前逃生後獨處一會，彼得將瑪莉珍放下去獲救。當哈利處在友情與復仇之間左右為難時，突然看見已故父親諾曼的幻覺，在其引導下走入鏡子後方的密道裡，找到父親遺留的多數綠惡魔之裝備與儀器。
婚禮當天，瑪莉珍在即將步上紅毯之際作出決定，於是在留下拒婚紙條給未婚夫約翰後，跑到彼得的公寓裡向彼得表白，表示自己離不開他，無論如何都想和彼得共度餘生。兩人深情接吻後，街上出現警笛聲，瑪莉珍也鼓勵彼得著裝成蜘蛛人並繼續他的英雄使命。

## 演員

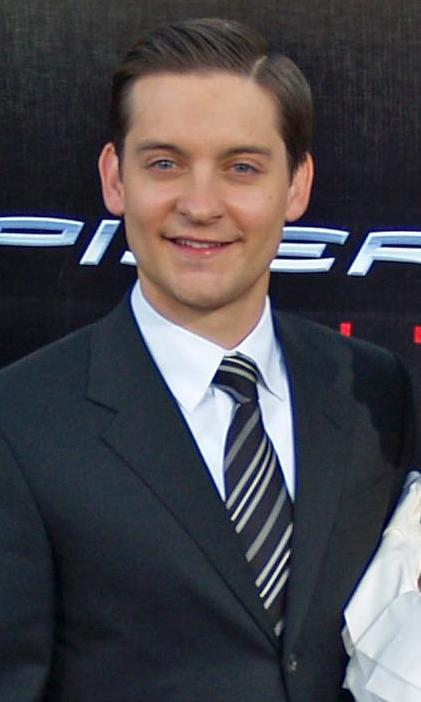
陶比·麥奎爾（圖）回歸飾演彼得·帕克 / 蜘蛛人

- 陶比·麥奎爾飾演彼得·帕克 / 蜘蛛人，哥倫比亞大學的物理系學生，《號角日報》攝影師，同時也是家喻戶曉的英雄蜘蛛人。如今出道兩年的他開始在生活和英雄使命上陷入蠟燭兩頭燒的局面。

麥奎爾出演《蜘蛛人2》的片酬為1,700萬美元，遠高於前作的300萬至400萬美元。麥奎爾在拍前一部作品《奔騰年代》時為戲減重25磅（11），不久又要為《蜘蛛人2》將體重增回來，為此他改變了飲食及健身安排。
- 克莉絲汀·鄧斯特飾演瑪莉珍·華生[11]，彼得的戀人兼高中同學，現在是舞台劇演員。因為彼得老是無緣無故地失約，打算放棄等待他。

鄧斯特的片酬是700萬美元。對於希望該角色在片中如何發展，鄧斯特表示：「我只希望她能成長，並對她與彼得間的關係做出抉擇」，並說「如今的她更有自信且更聰明」。
- 詹姆斯·法蘭科飾演哈利·奧斯本[12]，彼得的摯友，在父親諾曼·奧斯朋死後接手奧氏企業（英语：Oscorp），贊助奧托的研究。哈利將父親之死怪罪於蜘蛛人，依然想找到蜘蛛人來為父報仇。

法蘭科在受訪時表示，為了詮釋出哈利與彼得的真摯友誼，他在幕後與彼得的演員麥奎爾建立起良好的關係：「如果彼得應該成為我（哈利）的長年好友，那麼我認為，去多了解陶比一點應該會有幫助」。
- 艾佛烈·蒙利納飾演奧托·奧克塔維斯 / 八爪博士[14]，知名核物理學家，將畢生的精力都花在核融合研究上，致力於造福人群的他，因實驗失敗而變成靠四條機械手行動的八爪博士。

蒙利納的片酬是300萬美元。蒙利納在獲選不久即開始進行體能訓練。導演山姆·雷米對蒙利納在《揮灑烈愛》（2002年）中的演技感到印象深刻，並認為他的體格很適合擔當此角。蒙利納當初在試鏡時僅簡短的討論了這個角色，並沒有察覺自己是個有力的人選。身為漫威漫畫迷的蒙利納對於獲選一事興奮不已。雖然對八爪博士不太熟悉，但蒙利納發覺八爪博士的一個特點——不留情且諷刺的幽默感，並想在片中保留這點。在選定蒙利納之前，八爪博士的演員人選還包含艾德·哈里斯、克里斯·庫柏、克里斯托弗·沃肯和勞勃·狄尼洛。
- 羅斯瑪麗·哈里斯飾演梅·帕克，彼得的嬸嬸[21][22]。
- J·K·西蒙斯飾演J·喬納·詹姆森[10]，《號角日報》的總編輯，彼得的上司，為人冷淡刻薄且吝嗇小氣，但略帶幽默，一直以來都將蜘蛛人視為紐約市公敵，常在報紙上對蜘蛛人大加批評。
- 唐娜·墨菲飾演蘿莎莉·「蘿絲」·奧克塔維斯（Rosalie "Rosie" Octavius）[23]，奧托的愛妻，一向支持丈夫的科學事業，在奧托的實驗失敗引發的意外中死亡。
- 丹尼爾·吉爾斯飾演約翰·詹姆森（英语：John Jameson (comics)），J·喬納·詹姆森的兒子，瑪莉珍的未婚夫[21]，是一位宇航員兼國家英雄。

此外，演員布魯斯·坎貝爾繼前作後再次客串，飾演的角色為劇院招待員，他因為彼得遲到而拒絕他入場。蜘蛛人的創作者之一史丹·李客串飾演蜘蛛人和八爪博士在銀行大樓上戰鬥時，在下方營救群眾的市民。迪倫·貝克飾演彼得的獨臂大學教授柯特·康納斯，與奧托是朋友關係，也是因為他才讓彼得注意到奧托的研究。演員威廉·達佛回歸出演該片，飾演的角色同樣是諾曼·奧斯本，哈利已故的父親，僅在哈利的幻覺中現身。達佛在宣傳前作時想出了這個點子，並拿《哈姆雷特》中哈姆雷特王子見到已逝父王之鬼魂的橋段來做比較。
伊莉莎白·班克絲回歸飾演貝蒂·布蘭特（Betty Brant），《號角日報》總機，J·喬納·詹姆森的秘書。約翰·帕克斯頓回歸飾演奧斯本一家的管家伯納德·豪斯曼（Bernard Houseman）。導演雷米的兄弟泰德·雷米再度飾演報社頭版編輯霍夫曼（Hoffman），而比爾·納恩也回歸飾演《號角日報》編輯羅比·羅伯森 。埃利亞·貝斯金飾演彼得的房東迪科維奇先生（Mr. Ditkovitch），而其女兒厄蘇拉（Ursula）則由瑪吉娜·托娃飾演。克里夫·羅勃遜在閃回片段中再度飾演班·帕克。
史考特·史匹格客串飾演一名男子，蜘蛛人外送披薩到一半時，為了出任務而將披薩扔到他家陽台，他試圖偷吃但被蜘蛛人用蜘蛛絲取回去。喬爾·麥克哈爾飾演銀行行員，拒絕為彼得和梅嬸提供貸款。哈爾·斯帕克斯飾演在電梯裡短暫和失去能力的蜘蛛人碰面的住戶。唐尼爾·羅林斯客串飾演指著蜘蛛人說「他搶了那傢伙的披薩！」的紐約人。艾蜜莉·戴絲香儂客串飾演接待員，出現在彼得送披薩遲到的場景。布蘭特·布利斯科飾演垃圾收集員，在垃圾桶找到蜘蛛人裝並交給J·喬納·詹姆森。彼特·麥克羅比飾演奧氏企業的一名代理人。理德·戴蒙德飾演阿爾吉儂（Algernon）。兒童演員珮頓·利斯特和斯賓塞·李斯特在片中短暫客串，也是他們的銀幕處女秀。
阿西夫·曼迪維飾演阿茲先生（Mr. Aziz），彼得打工的披薩店老闆。韓裔美國演員金大賢飾演奧托的實驗室助手。喬伊·狄亞茲、丹·希克斯與克蘿伊·戴克斯特拉客串飾演紐約地鐵的乘客。凡妮莎·費麗托飾演與瑪莉珍合演舞台劇的女演員。喬·布萊恩特客串飾演一名旁觀者。約翰·蘭迪斯飾演幫在意外中受傷的奧托動手術的醫生。菲爾·拉馬爾在彼得停下地鐵的橋段中飾演最顯眼的乘客。格雷格·艾德曼飾演戴維斯博士（Dr. Davis）。本片的武術指導林迪安的女兒林沚羿（當時3歲）在電影中出場，飾演會英語的亞裔孩童，身陷火場被蜘蛛俠拯救。

## 製作

### 籌拍與編劇

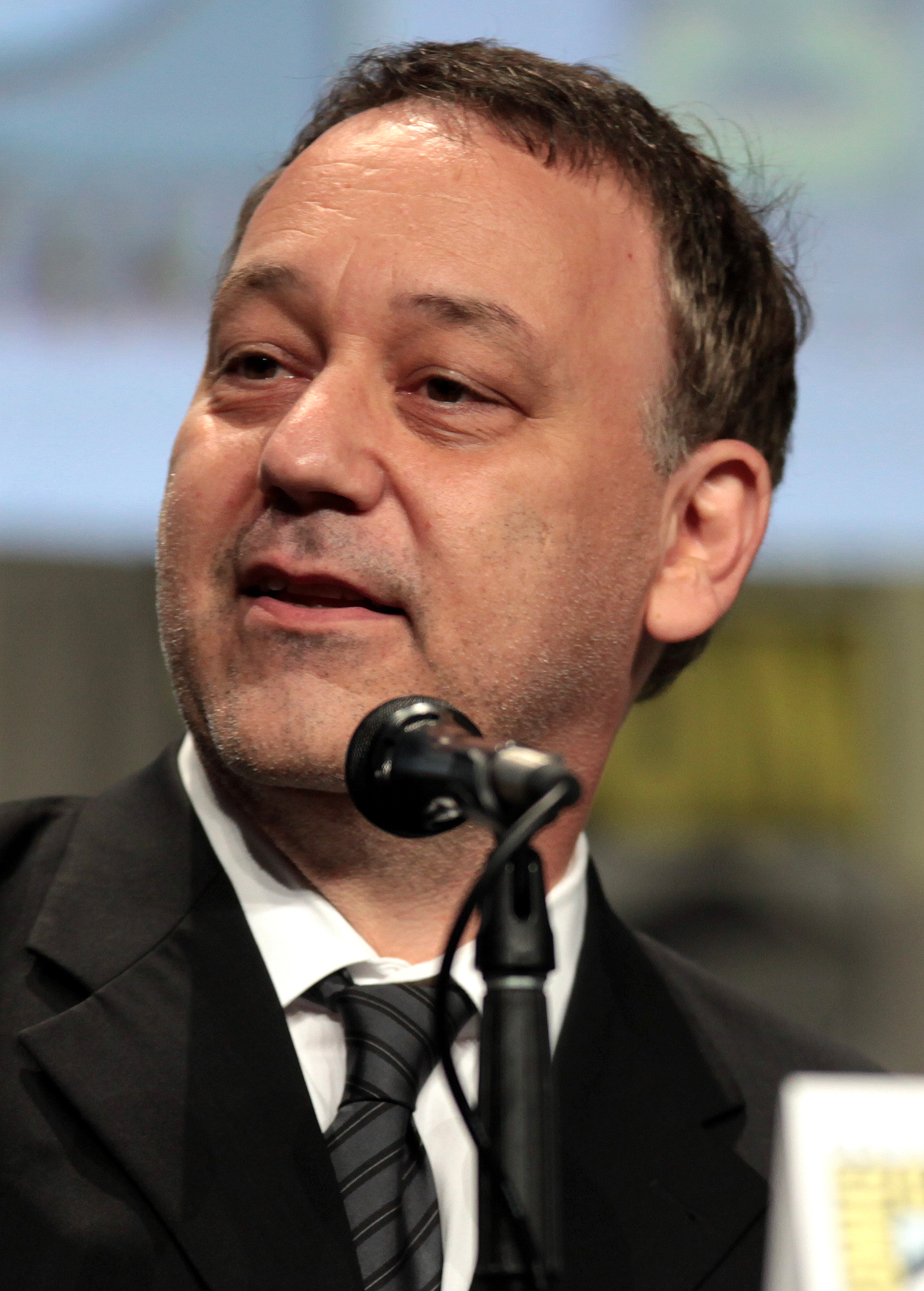
前作導演山姆·雷米回歸執導該片

在完成了2002年上映的《蜘蛛人》後，導演山姆·雷米馬上投入續集的開發工作，雷米、陶比·麥奎爾和克莉絲汀·鄧斯特都已經在《蜘蛛人》上映前就簽好了續集的合約。雷米首先獨自處理續集的主題元素和故事板，然後再與故事板的繪畫者填充場景。雷米在這個階段構思出他想在電影中呈現的片段和整部片的結局，但並不包含「故事」，雷米之後會再聘請專業編劇。2002年4月，索尼影視娛樂聘請《西域威龍》的編劇搭檔阿爾弗雷德·高夫與麥爾斯·米勒編寫本片的草稿，兩人處理了雷米寫好的一些元素，並加入一些新的元素。鄧斯特在該月向Comingsoon.net透露，續集的反派將是八爪博士和蜥蜴人。八爪博士曾出現在大衛·柯普為《蜘蛛人》撰寫的劇本的初稿中，但後來被其他編劇們刪除。雖然蜥蜴人並沒有在續集中被採用，但在製作期間的確有蜥蜴人的概念圖出現，而且續集有相對應的角色柯特·康納斯登場。
第一集還沒上映時，索尼就已在2002年4月宣布將《蜘蛛人2》定檔於2004年5月7日在美國院線上映，製片預算為2億美元。2002年5月8日，《蜘蛛人》上映後創下達1.15億美元的首週末票房紀錄，續集計劃於2003年初開拍。2002年6月，鄧斯特在接受《Wizard》採訪時稱，黑貓有可能會在續集中登場，並在片中成為彼得的戀人。大約也在6月時，索尼找回柯普，請他撰寫一份自己的劇本，寫完後會再由高夫和米勒改寫。柯普在7月11日完成第一稿。柯普的劇本最終未被採用，他在2020年將部份劇本內容公諸於世。柯普在為第一集編劇時就有了三部曲的想法，打算要在後兩集中分別描寫關·史黛西和哈利·奧斯朋的故事。柯普希望讓關在第二集中死去，因為這樣的套路很像《星際大戰五部曲：帝國大反擊》；他也有好幾個反派想用。時隔多年後，重啟電影《蜘蛛人：驚奇再起》在2012年上映，柯普有意參與其續集，藉以實現在《蜘蛛人2》中未被採用的點子，但最後覺得「都已經是過去的事了」而作罷。
2002年9月，普立茲獎的得主兼《X戰警》的漫畫作家麥可·謝朋受聘重寫劇本，他在接受《娛樂週刊》的採訪時稱接下這份工作彷彿是他的天命，並表示他不把消減該片的暴力程度當成必要。在他編寫的草稿中，八爪博士被設定為一名愛上瑪莉珍·華生的年輕人，亦是在前作中咬傷彼得的基因突變蜘蛛的研發者。他的機械肢體會為他施打内啡肽，好緩和穿著機械肢體所帶來的疼痛。一次，他在與瑪莉珍約會時傷了兩名搶匪，嚇壞了瑪莉珍。在與蜘蛛人的打鬥中，八爪博士的觸手出了問題，即將害死他。八爪博士打算取走蜘蛛人的脊椎治癒自己，因此他與哈利·奧斯朋結盟。與此同時，哈利和《號角日報》重金懸賞蜘蛛人的人頭，導致紐約市市民轉而攻擊蜘蛛人。雷米在受訪時稱，謝朋的劇本彷彿賦予了彼得靈魂，而製片人艾維·亞拉則反對三角戀的設定。
謝朋交出草稿後，雷米和哥哥伊凡·雷米一起再投入劇本工作。接著編劇艾爾文·薩金特加入，雷米、伊凡和薩金特三人在一個小房間裡工作了一個星期，房裡到處都是便利貼，然後薩金特開始執筆劇本。雷米和伊凡在那之後又提出了一些小點子和插科打諢，薩金特再加以改寫，漫長的編劇過程至此結束。雷米認為，這部片應該要去探討彼得的個人需求和責任間的衝突，探索彼得所選的路的正反兩面，以及他要如何才能在最後決定當英雄仍會快樂。漫畫《驚奇蜘蛛人》第50集「蜘蛛人不再！」（Spider-Man No More!）也是該片的參考對象之一。雷米最後選擇八爪博士擔任反派，原因包含他擁有有意思的外觀、物理條件與蜘蛛人合拍，而且是引人同情的角色。雷米更動了與八爪博士相關的一些劇情設定，包含奧托是彼得心目中的英雄，以及彼得是想拯救喪心病狂的奧托才與他打鬥，並不是想消滅他。在與《今日美國》的訪談中，雷米表示暫無打算挪用《驚奇蜘蛛人》的漫畫情節，讓梅嬸愛上八爪博士。
《蜘蛛人2》一度定名為《驚奇蜘蛛人》（The Amazing Spider-Man），取自主漫畫系列《驚奇蜘蛛人》，一直到2003年4月都還持續在用這個片名。

### 前期製作
本片的主體拍攝原定於2003年1月開始，但最後延後至4月，用意是再給麥奎爾一些時間拍完《奔騰年代》，以及讓劇組先做一些必要的前置作業，如挑選演員和搭景。2002年11月，雷米率領劇組至芝加哥進行為期兩天的前期拍攝，取景地點選在曼哈頓下城的一些街道，以及高架地鐵芝加哥迴圈。劇組拍了些在紐約市不可能實現的高架鐵路場景，預計用於蜘蛛人與八爪博士在地鐵上的打鬥，並且沒有使用演員。他們想要呈現紐約市高架地鐵穿過高樓大廈形成的峽谷，但曼哈頓高架地鐵早在二戰前後就已停駛，所以劇組選了擁有類似景觀的芝加哥。對於整個地鐵橋段，雷米表示，「困難的是，我必須對每個鏡頭的元素了解透徹。我可能會先在芝加哥拍攝一段，在紐約市拍攝一段，（......）然後到片場用藍幕或綠幕技術讓演員拍戲，（......）就好像一幅超級複雜的拼圖」。
2002年11月9日和10月那個週末，劇組使用一輛芝加哥地铁棕线3200系列的旅遊租用列車在芝加哥捷運周遭拍攝外部場景，車廂上裝了許多攝影設備，可以沿途進行拍攝。劇組接著在富蘭克林街（Franklin Street）取景，瓦巴什大街（Wabash Avenue）在高架鐵路底下的路段也是本片拍片地點。11月14日，劇組拍攝馬迪遜／瓦巴什站和華盛頓／威爾斯站的月台場景，使用了四台工程用2400系列和S-609型平車。11月15日在馬迪遜／瓦巴什站的內環月台拍片，為了符合紐約的樣貌，劇組將所有可見的芝加哥交通管理局（CTA）標誌或路線圖都改成大都會運輸署（MTA），並有許多臨時演員待在月台上充當紐約市民。四輛蓝线2200系列改裝成紐約MTA地鐵的樣子。為了拍攝蜘蛛人與八爪博士的對打，劇組買進了一輛2200系列地鐵，並安裝了16台攝影機以進行背景攝製。
2003年2月14日，艾維·亞拉在受訪時透露本片幾乎可以肯定只會有一個反派，且有可能是八爪博士。2003年2月19日，劇組正在進行前期製作時，報導稱艾佛烈·蒙利納將飾演八爪博士。2003年3月17日，麥奎爾的發言人稱，麥奎爾因為接連拍了兩部身體負擔大的電影，背部出現輕微不適，因為電影即將於4月12日開拍，眾人都想確定麥奎爾能否負荷激烈的特技演出。有消息稱因為背傷影響拍片，麥奎爾可能會被傑克·葛倫霍取代。有傳言稱麥奎爾是在拍《奔騰年代》時背受傷，也有報導認為他被撤換的真正原因是不久前才被披露是戒酒協會成員。4月13日，據《綜藝》報導，麥奎爾差點在2003年3月10日那週被哥倫比亞影業開除。麥奎爾抱怨續集片酬不夠高的問題在2003年2月時已由經紀公司解決，然而公司認為他在談判期間拿自己的背傷問題當要脅，為了避免危害電影而邀請葛倫霍來取代他。最後麥奎爾的代理團隊出面解決問題，麥奎爾也接受檢查，證明自己的背傷不影響拍片，事情才回到正軌。不過麥奎爾的發言人稱哥倫比亞公司並沒有那樣的看法和舉動，麥奎爾也表示被開除一事並不真實，且背傷是他的老毛病，並非在拍《奔騰年代》時傷到的。麥奎爾稱，因為續集的動作戲強度更高，加上下背痛問題，所以他有和醫生和工作室協調拍片事宜，用了三個星期確定狀況無礙。雷米在接受SuperHeroHype.com訪問時表示，他們確實擔心麥奎爾的背傷可能導致拍攝意外，而一度聯絡葛倫霍。
2003年3月27日，索尼宣布因為製作進度拖延，電影的上映日期將從2004年5月7日延後至7月2日。2003年4月10日，丹尼爾·吉爾斯加盟飾演約翰·詹姆森，是瑪莉珍的未婚夫，亦即麥奎爾的情敵。4月11日時，有媒體報導前作演員迪倫·貝克將飾演獨臂科學家柯特·康納斯，在漫畫中的身分是蜥蜴人，而唐娜·墨菲加盟飾演蘿莎莉·奧克塔維斯。

### 拍攝
《蜘蛛人2》的主體拍攝於2003年4月12日在紐約市開始，由比爾·波普負責掌鏡。4月15日，有媒體拍到麥奎爾和雷米在哥倫比亞大學拍片。在紐約的取景地點還有熨斗大廈，當作片中的《號角日報》總部。班叔的墳墓在布魯克林的柏丘公墓拍攝。彼得與瑪麗珍成長的地方在皇后區拍攝。5月13日，劇組移師至洛杉磯。7月11日，麥奎爾表示拍攝工作已完成約三分之二。主體拍攝於10月30日結束，補拍作業持續到2003年12月。《蜘蛛人2》總計使用了超過100個布景和取景地。

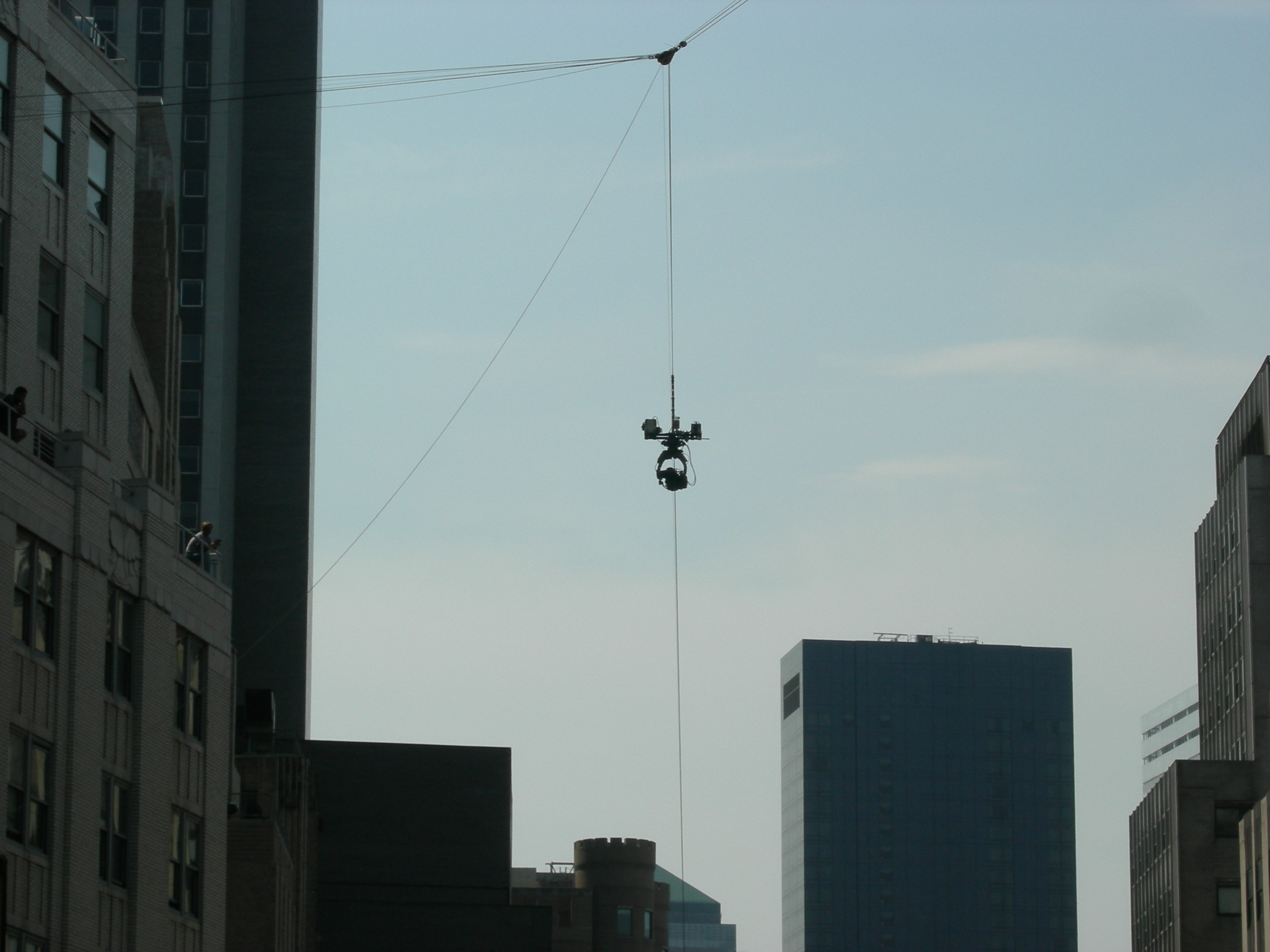
用於拍攝蜘蛛人飛簷走壁視角的Spydercam

蜘蛛人在市區飛簷走壁的橋段使用了當時的高科技特效。美術指導尼爾·史畢賽克（Neil Spisak）表示，他們在畫面中將現實中存在的建築物和電腦成像（CG）的建築相結合。劇組採用名為Spydercam的攝影機，來拍攝蜘蛛人飛天遁地的視角。劇組在屋頂上安置滑輪，將Spydercam掛在空中，範圍橫跨華爾街的數個街區；雖說如此，也有許多畫面是在洛杉磯拍攝，劇組事先會將現場佈置成紐約的樣子。有的時候，攝影機會從高達50層樓的高度降下，並在紐約移動2,400英尺（730）之遠，或者是在洛杉磯移動3,200英尺（980）。對於某些鏡頭，劇組會用每秒6幀的速度拍攝，進而在日後以更快速度重播，帶給觀眾速度感。劇組拍攝前先透過數位版的城市樣貌來擬訂哪些鏡頭需要用上Spydercam，且Spydercam的移動有自動化系統控制，十分經濟。在前作中，只有片尾有用上Spydercam。
為了打造八爪博士的老巢，拍攝中斷了八個星期。史畢賽克提出將傾頹碼頭當成基地的點子，用意在於呼應上一次實驗時爆炸的實驗室，並呈現出奧托變得多麼崩潰及喪失人性。整個搭景花了15個星期建造，寬60英尺（18），長120英尺（37），高40英尺（12），佔據卡尔弗城索尼製片廠的30號片場；拍攝作業隨後繼續。劇組也打造了一比四的縮小版船屋，用來拍攝基地瓦解沉沒的最終橋段。雷米在受訪時，將船屋和地鐵橋段的拍攝作業並列為最富挑戰性的部分。2003年年底時，有傳聞指出，劇組在聖誕節前後，在30號片場重建一個月前拆掉的八爪博士基地，不過只重建了一部份，可能是用於重拍。
雖然背傷復發，但事實證明麥奎爾仍有能力拍攝特技戲。他親自上場拍特技戲和吊鋼絲，並十分享受拍特技戲的過程。雷米與哥哥伊凡拿麥奎爾的背傷在劇本裡開了個玩笑。片中失去能力的彼得因為能力短暫恢復而喊著「回來了！回來了！」（I'm back! I'm back!），但隨即失靈，從高處重摔到地上，哀喊著「我的背！我的背！」（My back, my back!）。雷米原本覺得不妥，不過伊凡不那麼顧慮，稱「對知情的人來說這是個圈内笑话，對不知道的人來說，這（台詞）本身就很有趣。」當事人麥奎爾對這句台詞的安排表示贊成，不介意被笑。飾演梅嬸的罗斯玛丽·哈里斯也沒有依賴特技替身演員，親自上場拍特技戲。

### 設計與特效
服裝設計師詹姆斯·阿契森對片中的蜘蛛裝做了許多細微修改，雖然大致上來看與前作並無兩樣。阿契森修改的部分包含用色更為豐富大膽、蜘蛛裝上的蜘蛛圖案放大且線條更加優雅，以及眼睛部分的鏡片縮小等等。穿在蜘蛛裝底下的肌肉裝做成由多個部分組成，以求動感。拍戲時，麥奎爾必須在蜘蛛裝面罩下帶著一個頭罩，此次劇組將頭罩的假顎和目鏡改良得更容易取下。為了拍片，劇組共做了35件蜘蛛裝。

該片的反派八爪博士。他的機械手臂由木偶師操縱

Edge FX受聘製作片中八爪博士的裝備，包含一件緊身衣、一條金屬和橡膠製的腰帶、一條橡膠製脊椎和四隻橡膠製機械手臂。機械手臂長8英尺（2.4），四隻加起來共重100磅（45）。機械手臂的爪子部分被稱作「死亡之花」（death flowers），由四名木偶師操縱。操縱機械手臂的人員會與八爪博士的演員艾佛烈·蒙利納排練每一個橋段，以求在電影裡機械手臂跟著八爪博士的肌肉動作一起擺動時能呈現出自然的感覺。在拍片現場，蒙利納為他的四隻機械手臂各自取了名字，分別為「賴瑞」（Larry）、「哈利」（Harry）、「摩」（Moe）和「弗洛」（Flo）。其中「弗洛」是上方兩隻機械手臂中的右手，由一名女性人員操縱，這隻手臂用來執行精密動作，如摘下眼鏡和點雪茄。
Edge FX只負責八爪博士操縱機械手臂的部分，而八爪博士透過機械手臂移動的部分則是劇組透過電腦成像（CGI）技術完成的。演員蒙利納先由20英尺（6.1米）高的設備支撐著拍戲，接著劇組在後期製作中透過CGI技術將機械手臂加入畫面，讓八爪博士看起來就像是用機械手臂移動一樣。CGI的機械手臂是直接掃瞄實物製作而成，以求真實感。由於CGI技術比較花錢，劇組還是會優先使用實拍作法。每個場景都會先用Edge FX的成品來拍，再判斷CGI是否必要。在部分使用CGI的鏡頭中，劇組使用了蒙利納的虛擬替身，CGI機械手臂直接與虛擬替身結合。本片的預算比上一集多，因此特效總監史考特·史多克迪克和CG角色動畫總監安東尼·拉莫林納拉得以打造細節更豐富且行動自然的虛擬替身，讓部分鏡頭不需要由麥奎爾和蒙利納實際演出。
導演雷米在受訪時表示，該片比前作更難拍的地方就是八爪博士的爪子。雷米聘用香港武師林迪安擔任該片的武術指導，在蜘蛛人飛簷走壁與八爪博士打鬥的橋段中加入中國武術。雷米表示，林迪安是曾和自己合作過《終極標靶》（1993年）的香港導演吴宇森推薦的人選。此外，根據雷米的說法，片中的動作美學也受臺灣導演李安的《臥虎藏龍》（2000年）影響甚深。

### 音樂
《蜘蛛人2》的配樂由前作班底丹尼·葉夫曼譜寫，他採用管弦樂當做該片的配樂。在配樂過程中，另一位配樂家克里斯多福·楊為本片創作的暫時音軌得到導演山姆·雷米賞識，但這氣壞了葉夫曼，葉夫曼於是堅持要指定楊去做別的部分。葉夫曼與雷米幾乎為了配樂而大打出手，葉夫曼甚至表示「這是我20年來最糟糕的一次經驗」。《蜘蛛人2》的電影原聲帶及配樂原聲帶分別於2004年6月30日和7月28日上市。

## 上映
該片於2004年6月22日在美國加州洛杉磯西木區的曼恩村電影院首映，導演山姆·雷米、主演陶比·麥奎爾、克莉絲汀·鄧斯特、詹姆斯·法蘭科、艾佛烈·蒙利納、罗斯玛丽·哈里斯與蜘蛛人作者史丹·李皆有出席。《蜘蛛人2》於2004年6月30日在北美院線上映。美國電影協會（MPAA）以片中有「暴力橋段」為由將電影評為PG-13級，意味著片中含有部分家長可能認為不適合13歲以下觀眾觀看的內容，建議家長需特別注意。

### 宣傳
2003年7月釋出首張蒙利納飾演八爪博士的造型。2003年10月，有內部人士將預計12月發布的預告的粗剪版內容（未加入特效）透露給Ain't It Cool News編輯。2003年11月底，索尼影業宣布，本片的首支院線預告將與12月17日上檔的院線片《指环王：王者归来》一起在影院放映。2003年12月15日，索尼讓首支院線預告先在Yahoo網站獨家釋出。協助宣傳本片的合作廠商包含、胡椒博士集團、家乐氏、卡夫食品和Embassy Suites by Hilton等。映前，該片的同名改編電子遊戲於2004年6月28日在美國首發，包含Game Boy Advance、任天堂GameCube、Microsoft Windows、PlayStation 2和Xbox版本，日後也陸續登陸其他遊戲平台。

## 迴響

### 評價

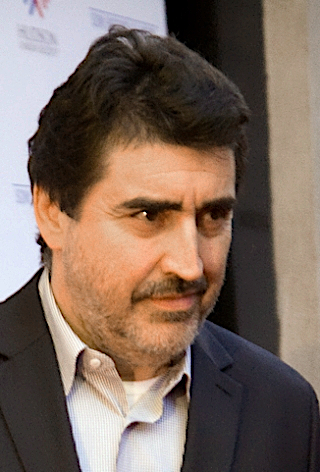
主演艾佛烈·蒙利納（飾演八爪博士）的演技廣受影評人讚譽

《蜘蛛人2》廣受好評。影評匯總網站爛蕃茄上收集的275篇專業影評文章中，有256篇給予該片「新鮮」的正面評價，「新鮮度」為93%，平均得分8.3分（滿分10分），該網站對電影的共識性評價寫道「該片是一部俐落的續集，有著有意思的反派和更加深入的情感探索，較前作更為高超」，而Metacritic則基於41篇評論文章，其中37篇予以好評，無差評，4篇褒貶不一，給出平均分83（滿分100），綜合結果為「普遍良好的評價」。據CinemaScore進行的調查，觀眾的平均評價於A+至F間落於「A-」。
《芝加哥論壇報》的影評人馬克·卡羅（Mark Caro）給予本片3.5顆星（滿分4顆），稱讚這部續集一洗前作顯現出的空洞感，「在各方面都比前作更上一層樓」，並褒獎主演艾佛烈·蒙利納（飾演八爪博士）的演技。《洛杉磯時報》的肯尼斯·圖藍給予《蜘蛛人2》4顆星（滿分5顆）的好評，讚譽道「八爪博士用他那四隻邪惡的機械手臂佔領了這部片」，不過他也稱電影開頭根本是再演一次前作內容，令人想睡。《芝加哥太陽報》的影評人羅傑·伊伯特打出4顆星滿分，並將本片列為年度最佳電影第四名。伊伯特稱該片為「打從《超人》（1978年）開啟新一代超級英雄電影後，最棒的超級英雄電影」，並評論道「這部片毫不費力地將特效和人性故事結合在一塊，同時保持平行劇情持續推進」。IGN的理察·喬治（Richard George）表示，「導演山姆·雷米和他的編劇團隊成功詮釋了蜘蛛人經典反派」。
不過，《鄉村之聲》的影評人J·霍柏曼批評《蜘蛛人2》的前半段「淨是些無聊煩人的對白」，且該片時常中斷，「好插播雷米想出的哏」。網站Salon的查爾斯·泰勒（Charles Taylor）表示「片中彼得做出錯誤決定的橋段顯示出雷米的導演功力不佳」，且「麥奎爾的演技差強人意」，鄧斯特「看起來也因無法言喻的束縛而一副不耐煩的樣子」。2013年，在蜘蛛人電影的重啟作《蜘蛛人驚奇再起2：電光之戰》中飾演哈利·奧斯朋的戴恩·德哈恩於受訪時表示，自己不是很喜歡《蜘蛛人2》。
儘管日後上映的超級英雄電影數量龐大，但時至今日，《蜘蛛人2》依舊是最受喜愛的超級英雄電影之一。《蜘蛛人2》獲美國電影學會（AFI）選為2004年年度十佳電影之一，並入圍AFI十大類型十大佳片中的奇幻片類別、AFI百年百大勵志電影和AFI百年百大電影（2007年版）。2008年11月，《蜘蛛人2》在帝國雜誌評選出的「有史以來最偉大的500部電影」中，名列第411名。

### 票房
截至下檔日，《蜘蛛人2》在美國及加拿大地區共累積了約3.736億美元的票房，加上來自其他地區的4.101億美元，全球票房共計7.837億美元，而其製片預算則是2億美元。該片是2004年美國票房第二高的電影，僅次於動畫片《史瑞克2》，但在《蜘蛛人》三部曲中，該片的票房最低。除了北美以外，《蜘蛛人2》前五大的市場分別為日本（約5,958萬美元）、英國（約4,970萬美元）、法國（約4,024萬美元）、義大利（約2,445萬美元）及德國（約2,426萬美元）。
該片於2004年6月30日星期三在美國首映，透過4,152家電影院進帳4,040萬美元的首映日票房，打破前作（3,940萬美元）創下的單日票房紀錄，隔年被《星際大戰三部曲：西斯大帝的復仇》（5,000萬美元）超越。《蜘蛛人2》的首日票房亦超越了《魔戒三部曲：王者再臨》（2003年）的3,450萬美元，成為當時所有電影中星期三票房最高的一部，後被《哈利波特：鳳凰會的密令》（2007年）打破。不只是票房，該片的上映電影院數也是當時第二多的，僅次於同年上映的《史瑞克2》的4,163家。該片的首映週末（星期五至星期日）恰逢美國獨立日週末，據報導，由於不少美國民眾選擇從事其他活動，導致該片的首週末票房止於8,815萬美元，未能超越前作的1.14億。雖然如此，該片仍登上該週末票房排行榜的第一名，並打破《MIB星際戰警2》（2002年，5,210萬美元）的美國獨立日週末票房紀錄，直到7年後的2011年才被《變形金剛3》（9,790萬美元）超越。若將整個首映週（星期三至星期日）的收入統計起來，該片共進帳了超過1.5億美元的票房，超越《史瑞克2》創下的1.29億美元。上映6天內，《蜘蛛人2》的總票房就已達到1.8億美元，打破《黑客帝国2：重装上阵》（2003年）的紀錄1.46億美元。隔週末（7月9日至11日），該片進帳4,518萬美元，蟬聯票房冠軍。到了第三週的週末（7月16日至18日），該片被新片《機械公敵》擠下，排名第二。上映19天內，該片已突破3億美元大關，比前作《蜘蛛人》（2002年）還快3天。直到上映第八週為止，該片的週末排名都保持在前十名內。《蜘蛛人2》於11月14日在美國下檔。
在臺灣，該片於2004年6月30日星期三下午上映，與美國同步，並恰逢暑假的開始。該片上映時臺灣正好面臨敏督利颱風的侵襲，不過票房並未因此受到嚴重打擊。首映當天，該片的臺北票房為907萬新臺幣，首週票房累積下來達到6,000萬新臺幣，創下當時最高。兩週內，《蜘蛛人2》臺北票房就突破了1億新臺幣。截止至2004年9月下檔為止，該片的臺北票房超過1.32億新臺幣，名列年度票房排行榜第四名。根據索尼影業的新聞稿，該片的全臺票房總計為2.2億新臺幣。
| 上一届： 《華氏911》 | 2004年美國週末票房冠軍 第27週至第28週 | 下一届： 《機械公敵》 |

### 榮譽
| 類別             | 頒獎日期       | 獎項                 | 獲獎或入圍者 | 結果 | 來源                    |
| ---------------- | -------------- | -------------------- | --- | ---- | ----------------------- |
| 金預告獎         | 2004年5月25日  | 年度最佳暑期大片     | 《蜘蛛人2》 | 提名 | [ 147 ]                 |
| 全美民選獎       | 2005年1月9日   | 最受喜愛的電影       | 《蜘蛛人2》 | 提名 | [ 148 ]                 |
| 全美民選獎       | 2005年1月9日   | 最受喜愛的螢幕情侶   | 克莉絲汀·鄧斯特與陶比·麥奎爾 | 提名 | [ 148 ]                 |
| 全美民選獎       | 2005年1月9日   | 最受喜愛的續集       | 《蜘蛛人2》 | 提名 | [ 148 ]                 |
| 全美民選獎       | 2005年1月9日   | 最受喜愛的反派演員   | 艾佛烈·蒙利納 | 提名 | [ 148 ]                 |
| 評論家選擇電影獎 | 2005年1月10日  | 最佳闔家觀賞電影     | 《蜘蛛人2》 | 提名 | [ 149 ]                 |
| 評論家選擇電影獎 | 2005年1月10日  | 最受歡迎的電影       | 《蜘蛛人2》 | 獲獎 | [ 149 ]                 |
| 倫敦影評人協會獎 | 2005年2月9日   | 年度最佳英國男配角   | 艾佛烈·蒙利納 | 提名 | [ 150 ]                 |
| 英國電影學院獎   | 2005年2月12日  | 最佳特效             | 約翰·戴克斯特拉、史考特·史多克迪克、安東尼·拉莫林納拉與約翰·佛雷澤                                                                                      | 提名 | [ 151 ] [ 152 ] [ 153 ] |
| 英國電影學院獎   | 2005年2月12日  | 最佳音效             | 保羅·N·J·奧托森、凱文·歐康諾、格雷格·P·羅素與傑佛瑞·J·哈伯什                                                                                            | 提名 | [ 151 ] [ 152 ] [ 153 ] |
| 英國電影學院獎   | 2005年2月12日  | 橘子獎年度電影       | 《蜘蛛人2》 | 提名 | [ 151 ] [ 152 ] [ 153 ] |
| 視覺效果學會獎   | 2005年2月16日  | 年度最佳特效         | 約翰·戴克斯特拉、莉蒂亞·巴蒂笱妮（Lydia Bottegoni）、丹·艾布拉姆斯（Dan Abrams）與約翰·莫諾斯（John Monos）                                                                                | 提名 | [ 154 ]                 |
| 視覺效果學會獎   | 2005年2月16日  | 最佳合成             | 柯林·爪柏尼斯（Colin Drobnis）、格雷格·德若契（Greg Derochie）、布連恩·肯尼森（Blaine Kennison）與肯·林姆（Ken Lam）                                                                                    | 獲獎 | [ 154 ]                 |
| 視覺效果學會獎   | 2005年2月16日  | 最佳電腦建構場景     | 丹·艾布拉姆斯（Dan Abrams）、大衛·艾默里（David Emery）、安德魯·納沃特（Andrew Nawrot）與約翰·哈特（John Hart）                                                                                    | 獲獎 | [ 154 ]                 |
| 視覺效果學會獎   | 2005年2月16日  | 最佳演員（特效電影） | 艾佛烈·蒙利納 | 獲獎 | [ 154 ]                 |
| 視覺效果學會獎   | 2005年2月16日  | 最佳特效班底         | 約翰·佛雷澤、詹姆斯·D·史旺（James D. Schwalm）、詹姆斯·內格爾（James Nagle）與大衛·安布恩（David Amborn）                                                                                      | 提名 | [ 154 ]                 |
| 視覺效果學會獎   | 2005年2月16日  | 最佳特效             | 約翰·戴克斯特拉、莉蒂亞·巴蒂笱妮、安東尼·拉莫林納拉與史考特·史多克迪克                                                                                  | 提名 | [ 154 ]                 |
| 電影音效學會獎   | 2005年2月19日  | 最佳混音             | 約瑟夫·蓋辛格、凱文·歐康諾、格雷格·P·羅素與傑佛瑞·J·哈伯什                                                                                              | 提名 | [ 155 ]                 |
| 奧斯卡金像獎     | 2005年2月27日  | 最佳音效剪輯         | 保羅·N·J·奧托森 | 提名 | [ 156 ] [ 157 ]         |
| 奧斯卡金像獎     | 2005年2月27日  | 最佳混音             | 凱文·歐康諾、格雷格·P·羅素、傑佛瑞·J·哈伯什與約瑟夫·蓋辛格                                                                                              | 提名 | [ 156 ] [ 157 ]         |
| 奧斯卡金像獎     | 2005年2月27日  | 最佳視覺效果         | 約翰·戴克斯特拉、史考特·史多克迪克、安東尼·拉莫林納拉與約翰·佛雷澤                                                                                      | 獲獎 | [ 156 ] [ 157 ]         |
| 帝國獎           | 2005年3月13日  | 最佳男主角           | 陶比·麥奎爾 | 提名 | [ 158 ] [ 159 ]         |
| 帝國獎           | 2005年3月13日  | 最佳導演             | 山姆·雷米 | 獲獎 | [ 158 ] [ 159 ]         |
| 土星獎           | 2005年5月3日   | 最佳奇幻電影         | 《蜘蛛人2》 | 獲獎 | [ 160 ] [ 161 ]         |
| 土星獎           | 2005年5月3日   | 最佳女主角           | 克莉絲汀·鄧斯特 | 獲獎 | [ 160 ] [ 161 ]         |
| 土星獎           | 2005年5月3日   | 最佳男配角           | 艾佛烈·蒙利納 | 提名 | [ 160 ] [ 161 ]         |
| 土星獎           | 2005年5月3日   | 最佳導演             | 山姆·雷米 | 獲獎 | [ 160 ] [ 161 ]         |
| 土星獎           | 2005年5月3日   | 最佳編劇             | 艾爾文·薩金特 | 獲獎 | [ 160 ] [ 161 ]         |
| 土星獎           | 2005年5月3日   | 最佳配樂             | 丹尼·葉夫曼 | 提名 | [ 160 ] [ 161 ]         |
| 土星獎           | 2005年5月3日   | 最佳特效             | 約翰·戴克斯特拉、史考特·史多克迪克、安東尼·拉莫林納拉與約翰·佛雷澤                                                                                      | 獲獎 | [ 160 ] [ 161 ]         |
| 土星獎           | 2005年5月3日   | 最佳特別版DVD        | 《蜘蛛人2》 | 提名 | [ 160 ] [ 161 ]         |
| BMI影視獎        | 2005年5月18日  | BMI電影配樂獎        | 丹尼·葉夫曼 | 獲獎 | [ 162 ]                 |
| MTV影視大獎      | 2005年6月4日   | 最佳打戲             | 《蜘蛛人2》 | 提名 | [ 163 ]                 |
| MTV影視大獎      | 2005年6月4日   | 最佳電影             | 《蜘蛛人2》 | 提名 | [ 163 ]                 |
| MTV影視大獎      | 2005年6月4日   | 最佳反派             | 艾佛烈·蒙利納 | 提名 | [ 163 ]                 |
| 雨果獎           | 2005年8月7日   | 最佳戲劇表現（長篇） | 《蜘蛛人2》 | 提名 | [ 164 ]                 |
| 世界特技獎       | 2005年9月25日  | 最佳特技演員演出     | 克里斯·丹尼爾斯（Chris Daniels）與麥可·哈根斯（Michael Hugghins） | 獲獎 | [ 165 ]                 |
| 世界特技獎       | 2005年9月25日  | 最佳專業特技         | 提姆·史托恩斯（Tim Storms）、蓋略特·沃倫（Garrett Warren）、蘇西·帕克（Susie Park）、派翠西亞·M·彼得斯（Patricia M. Peters）、諾布·菲利普斯（Norb Phillips）、莉莎·霍伊爾（Lisa Hoyle）、凱文·L·傑克森（Kevin L. Jackson）與克雷·唐納休·方特諾（Clay Donahue Fontenot） | 提名 | [ 165 ]                 |
| 世界特技獎       | 2005年9月25日  | 最佳交通工具特技     | 泰德·葛里夫斯（Tad Griffith）、理察·柏登（Richard Burden）、史考特·羅傑斯（Scott Rogers）達倫·普雷史考特（Darrin Prescott）與馬克·諾比（Mark Norby）                                                                   | 提名 | [ 165 ]                 |
| 衛星獎           | 2005年12月17日 | 最佳劇情片男配角     | 艾佛烈·蒙利納 | 提名 | [ 166 ]                 |
| 衛星獎           | 2005年12月17日 | 最佳攝影             | 比爾·波普與安妮特·海梅克（Anette Haellmigk） | 提名 | [ 166 ]                 |
| 衛星獎           | 2005年12月17日 | 最佳DVD特別收錄      | 《蜘蛛人2》 | 提名 | [ 166 ]                 |
| 衛星獎           | 2005年12月17日 | 最佳電影剪輯         | 鮑勃·穆拉夫斯基 | 提名 | [ 166 ]                 |
| 衛星獎           | 2005年12月17日 | 最佳原創配樂         | 丹尼·葉夫曼 | 提名 | [ 166 ]                 |
| 衛星獎           | 2005年12月17日 | 最佳DVD              | 《蜘蛛人2》 | 獲獎 | [ 166 ]                 |
| 衛星獎           | 2005年12月17日 | 最佳音效剪輯或混音   | 凱文·歐康諾、格雷格·P·羅素、傑佛瑞·J·哈伯什、約瑟夫·蓋辛格、保羅·N·J·奧托森與蘇珊·杜德克（Susan Dudeck）                                                            | 提名 | [ 166 ]                 |
| 衛星獎           | 2005年12月17日 | 最佳視覺效果         | 約翰·戴克斯特拉、史考特·史多克迪克、安東尼·拉莫林納拉與約翰·佛雷澤                                                                                      | 提名 | [ 166 ]                 |

## 家庭媒體
該片的VHS和雙碟裝DVD於2004年11月30日在美國上市，而亞洲地區的發行日期則提前美國，定於同年11月15日。除了一般的DVD外，片商也推出超碼版、與前作一同合賣的套裝版，以及內含漫畫《驚奇蜘蛛人》第50集等實體內容的限量禮盒版。DVD包含多項特別收錄，包含NG鏡頭、幕後製作、人員訪談與場景分析等，總長達3小時。《蜘蛛人2》的藍光光碟最早收錄在於2007年10月30日發行的《蜘蛛人三部曲：高清套裝》（Spider-Man: The High Definition Trilogy）上市。該片的藍光光碟後來也有單獨發行，內含劇院版和加長剪輯版。2017年，該片的藍光光碟又收錄在名為《蜘蛛人：起源》（Spider-Man: Origins）的蜘蛛人三部曲套裝中發行。截止至2019年4月，《蜘蛛人2》在家庭媒體方面已有超過3,308萬美元的收入。

### 加長剪輯版
名為《蜘蛛人2.1》（Spider-Man 2.1）的加長剪輯版收錄在2007年4月17日上市的DVD和同年10月30日上市的藍光光碟中。該剪輯版包含3支新片段、1支配用片段和11支增長片段，共計8分鐘長，並收錄一段介紹該剪輯版製作過程的特別收錄《深入蜘蛛人2.1》（Inside Spider-Man 2.1），以及《蜘蛛人3》（當時尚未上映）的預告。

## 續集與後續
2004年3月，索尼開始《蜘蛛人3》的籌拍作業。由山姆·雷米執導，劇情講述彼得·帕克對抗變成新一代綠惡魔的摯友哈利·奧斯本，以及兩名新反派沙人（托馬斯·哈登·丘奇飾演）與猛毒（陶佛·葛瑞斯飾演）的故事。《蜘蛛人3》於2005年11月開拍，2006年7月殺青，並於2007年5月4日在北美上映。

### 演員回歸漫威电影宇宙
經過多年以後，漫威工作室開啟了新的蜘蛛人電影系列。2020年12月8日，Collider披露，舊系列的演員將會透過多元宇宙的設定再度回歸，本系列的蜘蛛人演員陶比·麥奎爾正在為回歸事宜進行討論，而女主角克莉絲汀·鄧斯特和《驚奇再起系列》的蜘蛛人演員安德魯·加菲爾德已經確定回歸。本片的演員艾佛烈·蒙利納也將回歸出演奧托·奧克塔維斯／八爪博士。2021年2月，麥奎爾和加菲爾德回歸的傳聞被湯姆·荷蘭否認。蒙利納在2021年4月證實出演消息，並已在8月釋出的預告片亮相。《蜘蛛人：無家日》於2021年12月17日上映。

## 備註
1. ↑  各項預算：故事版權（2000萬美元）、劇本（1000萬美元）、製片人薪資（1500萬美元）、導演薪資（1000萬美元）、演員薪資（3000萬美元）、拍攝花費（4500萬美元）、特效（6500萬美元）、配樂（500萬美元）[3]。
2. ↑  該獎項為公眾投票，選出在英國票房最亮眼的10部電影。